# Burträsk kyrkstad
Burträsk kyrkstad var en kyrkstad i Burträsk. Kyrkstaden var en av Norrlands största med omkring 300 kammare. Den brann ned den 3 augusti 1930 efter en anlagd brand.

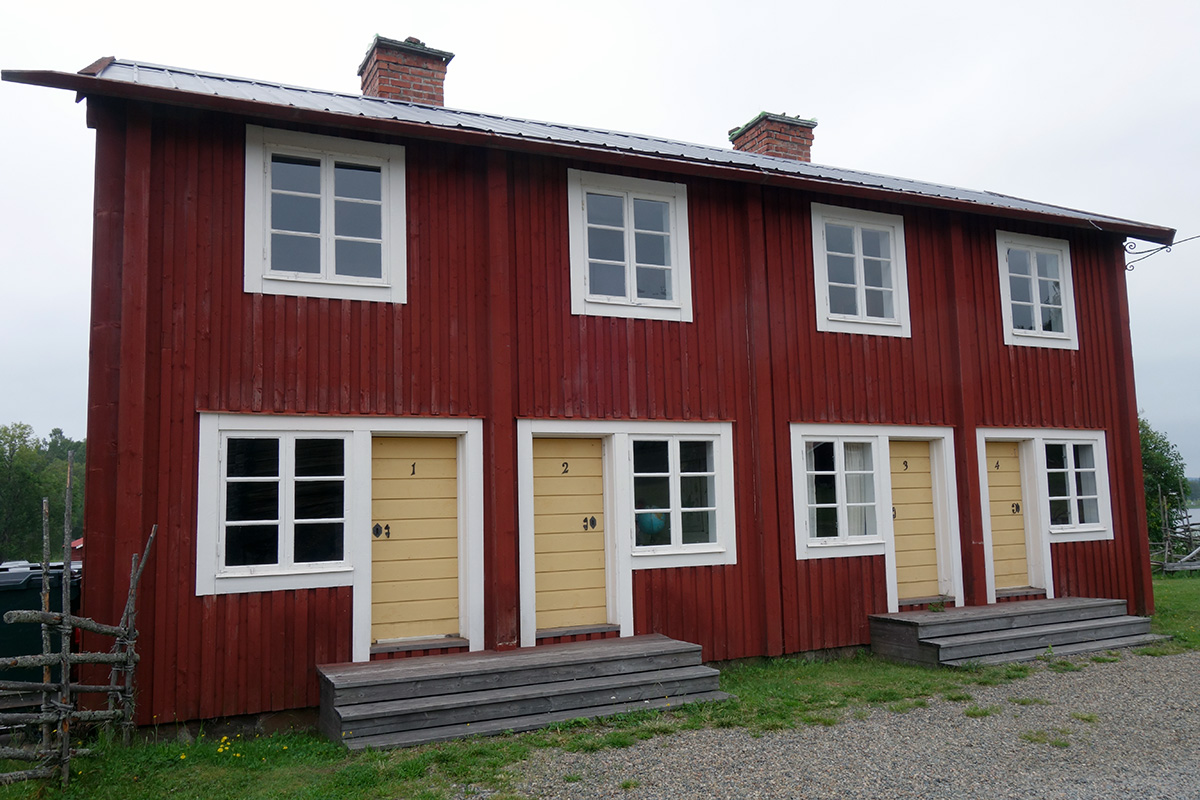
Den enda av de kvarvarande äldre kyrkstugorna i Burträsk. Den har renoverats och flyttats till hembygdsområdet.

En av de ursprungliga kyrkstugorna, med åtta kammare fördelade på två våningar, finns numer att beskåda på hembygdsområdet i Burträsk.

## Historia
Kyrkstaden uppfördes i början av 1600-talet i samband med att ett kapell byggdes i Burträsk. Den låg söder om nuvarande Burträsk kyrka. De karakteristiska stugorna var till största del uppdelade i två plan och inrymde flera kyrkstukamrar. Intill stugorna låg små klungor av stallar som bidrog till kyrkstadens unika karaktär.

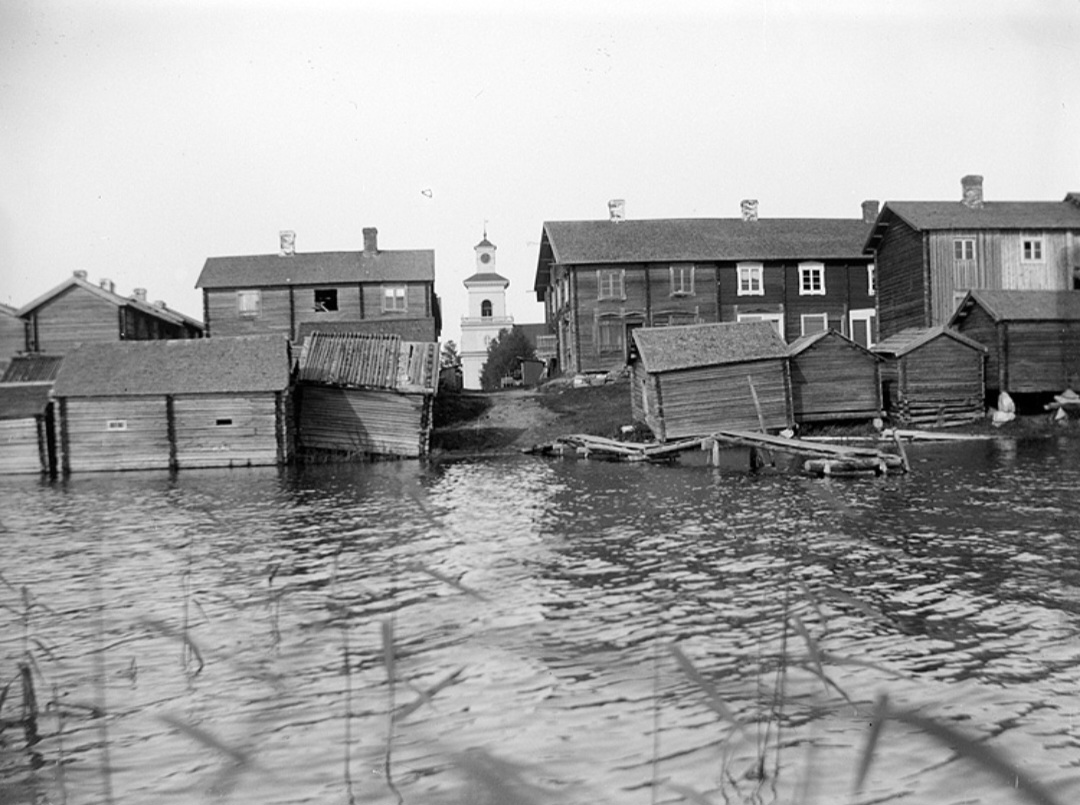
Burträsk kyrkstad (1902).

År 1918 ritades en plankarta över kyrkstaden. En anlagd brand gjorde att större delen av kyrkstaden brann ner den 3 augusti 1930. Efter branden klarade sig ett tiotal kyrkstugor, varav fem var tvåvåningsbyggnader – två på vänstra sidan och två på högra sidan av vägen. De resterande husen var envåningsstugor och ett fåtal stallar. År 1936 flyttades de gamla stugorna, som ursprungligen var planerade att rivas av trafiktekniska skäl innan branden. De låg nämligen vid en synnerligen riskabel infartskurva. Efter flytten uppfördes tre nya kyrkstadshus med totalt 48 kamrar, designade av arkitekt Birger Dahlberg från Skellefteå.
Enligt stadsplanen från den 15 januari 1985 ligger kyrkstaden i ett hembygdsområde.